# 溢れた水の行方
『溢れた水の行方』（あふれたみずのゆくえ）は、日本のポップ・ロック・バンドである緑黄色社会の3枚目のミニアルバム。2018年11月7日にSony Music Labelsの社内レーベルEpic Records Japanより発売された。レーベル移籍第1弾となる作品で、緑黄色社会にとってメジャー・デビュー作となる作品でもある。本作には配信シングルとしてすでに発売されていた「リトルシンガー」や過去の作品にも収録された楽曲を含む全6曲が収録された。
オリコン週間アルバムランキングでは最高位17位、Billboard Japan Hot Albumsでは最高位22位を記録。

## アルバムタイトル
アルバムタイトルは、収録曲の「サボテン」の「やりすぎた水が溢れていったよ」というフレーズに由来。長屋は、『音楽ナタリー』のインタビューで、作品タイトルとしては恋愛のニュアンスではないとしたうえで、音楽にずっと向き合ってきた中で、思うことややりたいことがたくさんあって、その気持ちがどんどん溢れていっても、それは無駄なことではないと思って私たちの音楽に対する思いは、溢れ出ても受け止めてくる人たちがきっといるはずだから、気持ちをこの先にどんどんつなげていけたらいいなと思って、このタイトルにしましたと語っている。

## 制作
アルバムの制作はデモのストックから選ぶかたちで開始された。長屋は従来の制作方法と変わらないとしたうえで、前作は超えたいし、より驚かせたいしっていう気持ちで曲を選びました。なので、『Never Come Back』とか『視線』みたいな新しい曲を入れたんですと語っている。

### 楽曲
「あのころ見た光」は、本作のリード曲。peppeが本作から2年前に作った楽曲で、ピアノを弾きながら、明るい未来への道が見えたんです。そこから、かたちにしていきましたと語っている。当初は小林による「twenty-one」を題材とした歌詞が付けられていたが、小林によれば「自分の等身大」の曲を書こうと思ったもののターゲットの狭い曲になってしまったことから、同時期に同じ題材で書かれた長屋の歌詞をコラージュする形で完成した。なお、最後のサビの前のフレーズは、小林が21歳の時に書いたもので、書き始めた当初から変更されていない。
「視線」は、スロー・テンポの楽曲で、長屋はより繊細な曲なので、アレンジ段階ではかなり苦労しましたねと語っている。元々は現在よりも「主人公の不器用さ、もどかしさ」に焦点を当てて書かれた楽曲で、長屋は曲中にある「愛と呼ぶにはまだ早い」というフレーズは、このモチーフが残っていたからこそ出て来たというところがあると語っている。穴見によると「久しぶりにスタジオでみんなで作った曲」。通常各メンバーが家でパソコンを使って楽曲制作を行ない、データでやり取りを行なっているが、「なんかピンとこない部分がある」ということからスタジオに全員で集まり、一度シンプルなアレンジを試したところ、「すごくハマった」ことから制作が進められた。ベースとドラムスは穴見によって付けられた。
「Never Come Back」は、アコースティック・ギターのフレーズから生まれた楽曲で、穴見はそれをボイスメモに残して、車の運転中にボイスメモを流しながら口ずさんでメロディを作った。歌詞は小林によると「不器用な恋愛」が元になっており、長屋が歌えるように視点を変えて書かれた。小林は「恋愛に問題が起こるときって、大体は男が悪いと思っているんです」「いつだって最初は本気なんですよ。でも、いつの間にかその環境に甘えていて、また同じ罪を犯してしまう……。気が付いたら、同じようなことを違う相手でも繰り返していくっていう、そのローテーションで。そういう最低な男の彼女になってしまった女性の視点で書いた歌詞です」と語っている。楽曲中では小林もリード・ボーカルを務めている。
「サボテン」は、歌詞は恋愛における「重い」という言葉を題材としたもの。長屋はただ、相手に真剣に向き合っていただけなのに、受け入れる側のバランスが取れなくなってしまっただけじゃないですか。それをそんなに簡単に“重い”なんてネガティブな言葉で片付けてほしくないなって思う。一途に向けていた思いって、絶対に間違いではないはずなのになって……。この曲ではその違和感を育てやすいイメージがあるサボテンに見立てて書いたんですと語っている。
「Bitter」は2017年1月11日に1枚目のミニアルバム『Nice To Meet You??』の収録曲として発売された楽曲で、「リトルシンガー」は2018年8月4日に配信限定シングルとして発売された楽曲。

## プロモーション
2018年8月24日、11月7日にエピックレコードジャパンからレーベル移籍第1弾としてミニアルバム『溢れた水の行方』を発売することを発表。10月5日に林響太朗が監督を務めた「あのころ見た光」のミュージック・ビデオが公開された。同ビデオは「光と風」を題材とした作品で、メンバーが突風の中で漏れた光を追い求めて演奏する映像で構成されている。同月21日に同曲の先行配信が開始された。
10月24日から全国CDショップにて「あのころ見た光」と「サボテン」の先行視聴と店頭映像の放映が開始された。26日にSNS限定で本作のダイジェスト映像が公開された。
11月22日から12月21日にかけて、本作を引っ提げた『緑黄色社会ワンマンツアー「溢れた音の行方」』が開催された。同ツアーでは翌年に発売された『幸せ -EP-』に収録の「ひとりごと」が未発表の新曲として披露された。また、同作の初回限定盤に付属のDVDは、ツアー最終日のマイナビBLITZ赤坂公演から10曲のライブ映像が収録された。

## 評価
音楽ライターの秦理恵は、『rockin'on.com』に寄稿したレビューで、本作で緑黄色社会が宣言するのが「私たちはどこにでも行ける」ということとし、バンドとしての確固たる軸があるからこそ、幅広いアプローチも怖れない。今作を聴いて、いまやリョクシャカのセンスを全面的に信頼している自分に気づいたと評した。『Skream!』に寄稿したレビューでは、本作を「バンドの現在地を更新するミニ・アルバム」とし、ロック・バンドという枠にとらわれない彼女たちだからこそリーチできる、伸びやかで自由なポップ・ミュージックに限界などない。バンド初期から大切に歌い続けてきた「Bitter」を再収録した自信作と評した。
ライターの金子厚武は、『Mikiki』に寄稿したレビューで、「あのころ見た光」を「新たな代表曲になるであろう手応え十分」とし、アコースティックと電子音の融合を推し進めたサウンドメイクはさらに洗練されつつ、長屋晴子の芯のある歌声を軸に、あくまで大衆的なポップをめざす。その姿勢にブレはなさそうだと評した。
『CDジャーナル』は、本作を「躍動感たっぷりに仕上がっている」とする一方で、「願わくば、低音をもう少し前面に出したいところ」と評した。

## 発売後
「あのころ見た光」は、東北放送ラジオの2018年11月度「TBCイチオシパワープレイ」に選ばれた。その後2020年4月22日に発売された2枚目のフルアルバム『SINGALONG』にも収録され、2021年にマルホの「ニキビ一緒に治そうプロジェクト」のWebCMソングとして使用された。同年8月2日にはストリーミングにて500万回再生を突破したことが報告された。

## 収録曲
| #         | タイトル            | 作詞              | 作曲              | 編曲                     | 時間  |
| --------- | ------------------- | ----------------- | ----------------- | ------------------------ | ----- |
| 1.        | 「あのころ見た光」  | 小林壱誓 長屋晴子 | peppe             | Naoki Itai 緑黄色社会    | 3:59  |
| 2.        | 「視線」            | 長屋晴子          | 長屋晴子          | soudbreakers 緑黄色社会  | 3:50  |
| 3.        | 「Never Come Back」 | 小林壱誓 長屋晴子 | 穴見真吾 小林壱誓 | 緑黄色社会 LASTorder     | 3:56  |
| 4.        | 「サボテン」        | 長屋晴子          | 長屋晴子          | soundbreakers 緑黄色社会 | 4:43  |
| 5.        | 「Bitter」          | 長屋晴子          | peppe 長屋晴子    | 江口亮                   | 4:16  |
| 6.        | 「リトルシンガー」  | 長屋晴子          | 緑黄色社会        | Naoki Itai 緑黄色社会    | 4:23  |
| 合計時間: | 合計時間:           | 合計時間:         | 合計時間:         | 合計時間:                | 25:07 |

## クレジット
※出典
緑黄色社会
- 長屋晴子 – Vocal & Guitar
- 小林壱誓 – Guitars & Chorus
- peppe – Keyboards & Chorus
- 穴見真吾 – Bass & Chorus

追加ミュージシャン
- 城戸紘志 – Drums（M1）
- 比田井修 – Drums（M2, M3, M4, M6）
- Naoki Itai – Programming（M1, M6）
- soundbreakers – Programming（M2, M4）
- LASTorder – Programming（M3）
- 江口亮 – Programming（M5）
- 川口圭太 – Sound Direction（M3）
- 西村奈央 – Additional Production（M1）

レコーディング・スタッフ
- 村上宣之 – Recording & Mixing
- 滝口 "Tucky" 博達 – Mastering
- 新井政俊 – Director

アートワーク
- いのうえよしひろ – Art Direction & Design
- 土屋安紀奈 – Wallpaper Design
- オノツトム – Photographer
- 満園正明 – Stylist
- 鷲塚明寿美 – Make Up
- 小林玲菜 – Hair Stylist
- 森悠子 – Products Coordination

## チャート成績
| チャート (2018年)                  | 最高位 |
| ---------------------------------- | ------ |
| Japan Hot Albums (Billboard JAPAN) | 22     |
| 日本 (オリコン)                    | 17     |

## 発売日一覧
| 国/地域 | 発売日        | レーベル           | 規格     | 規格品番      |
| ------- | ------------- | ------------------ | -------- | ------------- |
| 日本    | 2018年11月7日 | Epic Records Japan | CD       | ESCL-5118     |
| 全国    | 2018年11月7日 | Epic Records Japan | 音楽配信 | ESCL05118B00Z |